# Список умерших в 1789 году
В этой статье представлен список известных людей, умерших в 1789 году.
См. также: Категория:Умершие в 1789 году

## Январь
- 4 января — Нельсон, Томас
- 17 января — Уолтер, Томас
- 21 января — Изерт, Пауль Эрдманн, немецкий ботаник и зоолог.

## Апрель
- 7 апреля — Кампер, Петрус, голландский анатом.

## Ноябрь
- 28 ноября — Будар, Ян Михал, серболужицкий общественный деятель, благотворитель.